# بيريكليس دوركوفيكيس
بيريكليس دوركوفيكيس (باليونانية: Περικλής Δορκοφίκης) مواليد 25 أبريل 1980 في أثينا، هو لاعب كرة سلة يوناني. بدأ مسيرته الاحترافية في سنة 1998. يبلغ طوله 6 قدم 9.5 بوصة (2.1 م).

## المسيرة الاحترافية
لعب مع نادي أولمبياكوس لكرة السلة من سنة 1998 إلى 2002، ثم لعب مع إس إس فليتشي سكاندون في الدوري الإيطالي في موسم 2005–2006، ثم لعب مع بالاكانسترو ريجيانا في موسم 2006–2007، ثم لعب مع إس إس فليتشي سكاندون في الدوري الإيطالي في سنة 2007، ثم لعب مع نادي أوليمبياس باتراس لكرة السلة في موسم 2007–2008، ثم لعب مع نادي إيه إي كي لكرة السلة من سنة 2008 إلى 2011.

## روابط خارجية
- بيريكليس دوركوفيكيس على موقع الاتحاد الدولي لكرة السلة (الإنجليزية)
- بيريكليس دوركوفيكيس على موقع الدوري الأوروبي لكرة السلة (الإنجليزية)
- بيريكليس دوركوفيكيس على موقع كرة السلة الأوروبية.كوم (الإنجليزية)
- بيريكليس دوركوفيكيس على موقع DraftExpress.com (الإنجليزية)
- بيريكليس دوركوفيكيس على موقع ريلجم (الإنجليزية)
- بيريكليس دوركوفيكيس على موقع بروبوليرز (الإنجليزية)
- بيريكليس دوركوفيكيس على موقع سبورتس رفرنس (الإنجليزية)